# بطولة أفريقيا للسباحة 2006
بطولة أفريقيا للسباحة 2006 هي النسخة الثمانة من بطولة إفريقيا للسباحة، ودارت فعالياتها في مدينة داكار من 11 إلى 17 سبتمبر 2006.